# Traugott Schächtele
Traugott Schächtele (* 1957 in Wolfenweiler) ist evangelischer Theologe und war Prälat für den Kirchenkreis Nordbaden der Evangelischen Landeskirche in Baden.

## Leben und Beruf
Schächtele wurde als jüngstes von sieben Kindern geboren, beide Eltern waren Schneider. Nach Abitur und Zivildienst studierte Traugott Schächtele Theologie in Freiburg, Tübingen, Basel und Heidelberg. Im Jahr 1989 wurde er an der Universität Heidelberg zum Dr. theol. promoviert. Nach seinem Lehrvikariat in Karlsruhe-Wolfartsweier folgte ein Pfarrvikariat in Rheinau-Freistett und Ettlingen. Von 1992 bis 1998 war Schächtele Gemeindepfarrer der Luthergemeinde in Ettlingen.
1998 folgte die Berufung zum Dekan des Kirchenbezirks Freiburg. 2007 übernahm er eine Professur für evangelische Theologie an der Evangelischen Hochschule in Freiburg. Darüber hinaus war er Beauftragter der Landeskirche für den Prädikantendienst und war in der Synode der EKD Stellvertreter von Margit Fleckenstein.
Von August 2010 bis März 2023 war er Prälat für den Kirchenkreis Nordbaden, im Jahr 2012 wurde er zum Honorarprofessor der Evangelischen Hochschule Freiburg ernannt.
Traugott Schächtele ist verheiratet und hat fünf erwachsene Kinder. Nach der Geburt des ersten Kindes nahm er sich vier Jahre Elternzeit.

## Engagements und Ehrenämter (Auswahl)
- Mitglied im Rundfunkrat des Südwestrundfunks (SWR)
- Vorsitz im Aufsichtsrat des Diakonischen Werks Baden
- Vorsitz im Aufsichtsrat der Arbeitsgemeinschaft Christlicher Kirchen für Baden-Württemberg
- Vorsitz im Aufsichtsrat der Badischen Landesbibelgesellschaft

## Publikationen (Auswahl)
- Was glauben die, die glauben? Antworten auf die wichtigsten Fragen – von Abendmahl bis Zukunft; Kreuz, Freiburg 2010, ISBN 978-3-7831-8011-4.
- Theologie als Lernprozess. Wege des Verstehens im Kontext der Kirche; Berlin 2012, ISBN 978-3-643-11525-6.
- Alles wird gut?! Theologische Annäherungen an die Corona-Pandemie; Tredition, Hamburg 2021, ISBN 978-3-347-23134-4.
- Zum Glück gibt's Werte, J. S. Klotz Verlagshaus, Neulingen, 2022 ISBN 978-3-949763-43-4